# AL 200-1
AL200-1 (Afar Locality 2002-1) és un fòssil consistent en el paladar i les dents superiors d'un exemplar de l'espècie Australopithecus afarensis. Fou descobert a la Depressió d'Afar (Etiòpia) per Donald Johanson el 1975. Es calcula que té una antiguitat d'entre 3,2 i 3 milions d'anys.
Les seves característiques inclouen una configuració simiesca de les dents, incloent-hi incisives espatulades i un espai entre els ullals i les incisives exteriors.